# Orchidantha longiflora
Orchidantha longiflora là một loài thực vật có hoa trong họ Lowiaceae. Loài này được Benedetto Scortechini miêu tả khoa học đầu tiên năm 1886 dưới danh pháp Lowia longiflora. Năm 1924, Henry Nicholas Ridley chuyển nó sang chi Orchidantha.

## Mẫu định danh
Mẫu định danh của loài này không được tìm thấy, nhưng sự phù hợp trong các mô tả và hình vẽ của Scortechini với mẫu vật của Murray Ross Henderson, đặc biệt là về kích thước và hình dáng của đầu nhụy và cánh môi, không còn nghi ngờ gì nữa rằng Henderson đã phát hiện lại chính loài của Scortechini (các khác biệt là ở chỗ Scortechini đưa ra kích thước lá đài 10 cm, ống đài 12 cm trong khi các số liệu tương ứng của Henderson là 6 cm và 8-10 cm). Trong phòng mẫu cây ở Singapore có một mẫu vật do Wray thu thập từ Thượng Perak, đánh số 3366 và dán nhãn Lowia longiflora Scort., rõ ràng là của loài này. Henderson hiển nhiên đã không nhận ra nó. Mẫu định danh của O. calcarea Hend. là Henderson 26023, thu thập tại Lenggong, Thượng Perak.

## Mô tả
Phiến lá tới 55 ×  6 cm, hơi uốn ngược lại với các gờ mép lượn sóng nhô lên, đáy men xuống dài và không khác biệt rõ nét với cuống lá có rãnh rộng; cuống lá với vỏ bao dài tới 20 cm. Bầu nhụy với phần mở rộng dài 8-12 cm, điểm đốm màu hồng. Lá đài dài 6-10 cm, rộng tới 15 mm, thuôn dài, thu hẹp ngắn thành phần đỉnh nhọn đột ngột, các mép cuốn ngoài nhiều hay ít, màu nâu sẫm-tím về phía đỉnh, màu xanh ô liu với các gân màu nâu về phía đáy. Cánh hoa dài 2,8 cm, rộng 3 mm ở đáy, với đỉnh dài thanh mảnh, màu gần như trắng. Cánh môi dài 5-6 cm, rộng 2,2-2,5 cm, đáy màu tím sẫm với các mép xếp chồng gần như bao phủ hết lá đài và cánh hoa, phiến cánh môi hình trứng, màu trắng kem, nhăn nheo mạnh với các gân nổi lên, đỉnh với lõm gian thùy hình tam giác sâu 14 mm, với gân giữa nhô lên kết thúc thành một điểm trong lõm gian thùy, hơi dài hơn các thùy. Nhị hoa dài 12 mm, chỉ nhị ngắn, nở rộng và màu nâu ánh tím tại đáy. Vòi nhụy dài 1 cm, các thùy đầu nhụy màu tím với các đỉnh cắt cụt có răng mịn và không đều, thùy giữa dài 6 mm, các thùy bên ngắn hơn.

## Phân bố
Loài bản địa bán đảo Mã Lai (Perak).